# Marca, Sălaj
Marca este satul de reședință al comunei cu același nume din județul Sălaj, Transilvania, România.

## Așezare
Localitatea Marca este situată la limita vestică a județului Sălaj, pe DN19B, Nușfalău - Săcuieni.  Cel mai apropiat centru urban este Șimleu Silvaniei aflat la 25 km, Zalăul la 54 km, iar municipiul Oradea la 85 km.

## Istoric
Săpăturile arheologice de la Cetatea Marca au descoperit numeroase fragmente ceramice care aduc precizări importante în ceea ce priveste civilizația dacică de dinaintea cuceriri romane. Tot aici în jurul fundației turnului medieval dar și pe platoul cetății s-au descoperit fragmente ceramice din evul mediu.
Situată în partea vestică a Țării Silvaniei, în apropierea râului Barcău pe o culme deluroasă la 270 m , această fortificație avea rolul de a veghea Valea Barcăului, poarta de acces dinspre vest în Țara Silvaniei. 

## Căi de comunicații
Datorită poziției sale geografice în cadrul județului, adică extremitatea vestică pe unde trec principalele căi de comunicație, satul Marca, beneficiaza de urmatoarele căi: calea ferată Șimleu Silvaniei - Săcuieni Bihor – Oradea, șoseaua județeană Zalău - Șimleu Silvaniei - Oradea.

## Economie
Datorită condițiilor geografice favorabile și tradiției de centru militar, satul Marca s-a dezvoltat repede ca număr de locuitori și din punct de vedere economic, devenind centru de comună.

## Demografie
Populația satului are un număr de 1.523 de locuitori.

## Atracții turistice
- Monumentul Eroilor[2]
- Cetatea Dacică de la Marca, datează din sec. I î.e.n. - I e.n. [2]
- Defileul Barcăului